# جاتی
جاتی (به پرتغالی: Jateí) یک منطقهٔ مسکونی در برزیل است که در ماتوگروسو جنوبی واقع شده‌است. جاتی ۱٬۹۲۸ کیلومتر مربع مساحت و ۴٬۰۲۱ نفر جمعیت دارد.